# Blepharita versuta
Blepharita versuta är en fjärilsart som beskrevs av Smith 1896. Blepharita versuta ingår i släktet Blepharita och familjen nattflyn. Inga underarter finns listade i Catalogue of Life.